# Иллюзия Цёлльнера
Иллюзия Цёлльнера — классическая оптическая иллюзия, открытая немецким астрофизиком И. Цёлльнером. В 1860 году Цёлльнер описал своё открытие в письме к немецкому физику И. К. Поггендорфу, редактору «Annalen der Physik und Chemie», который впоследствии открыл аналогичную иллюзию Поггендорфа, на рисунке из статьи Цёлльнера.
На этом рисунке длинные линии кажутся не параллельными, но в действительности они параллельны. Короткие линии создают угол с длинными, этот угол помогает создать впечатление, что один конец длинной линии ближе к нам, чем другой. Это схоже с иллюзией Вундта.
Если эта картинка представлена в зелёном цвете на красном фоне, при этом красный и зелёный одинаково яркие, то иллюзия исчезает.
Эта иллюзия похожа на иллюзию Геринга, иллюзию Поггендорфа и иллюзию Мюллера-Лайера. Все эти иллюзии демонстрируют эффект искажения линий.